# Eustiromastix
Eustiromastix is een geslacht van spinnen uit de familie springspinnen (Salticidae).

## Soorten
De volgende soorten zijn bij het geslacht ingedeeld:
- Eustiromastix bahiensis Galiano, 1979
- Eustiromastix efferatus Bauab & Soares, 1978
- Eustiromastix falcatus Galiano, 1981
- Eustiromastix intermedius Galiano, 1979
- Eustiromastix keyserlingi (Taczanowski, 1878)
- Eustiromastix macropalpus Galiano, 1979
- Eustiromastix major Simon, 1902
- Eustiromastix moraballi Mello-Leitão, 1940
- Eustiromastix nativo Santos & Romero, 2004
- Eustiromastix obscurus (Peckham & Peckham, 1893)
- Eustiromastix vincenti (Peckham & Peckham, 1893)